# إثيل مورغان سميث
إثيل مورغان سميث (بالإنجليزية: Ethel Morgan Smith) هي أستاذة مشاركة ومؤلفة أمريكية، ولدت في 11 أبريل 1952 في لويفيل في الولايات المتحدة.